# Heppe (Adelsgeschlecht)

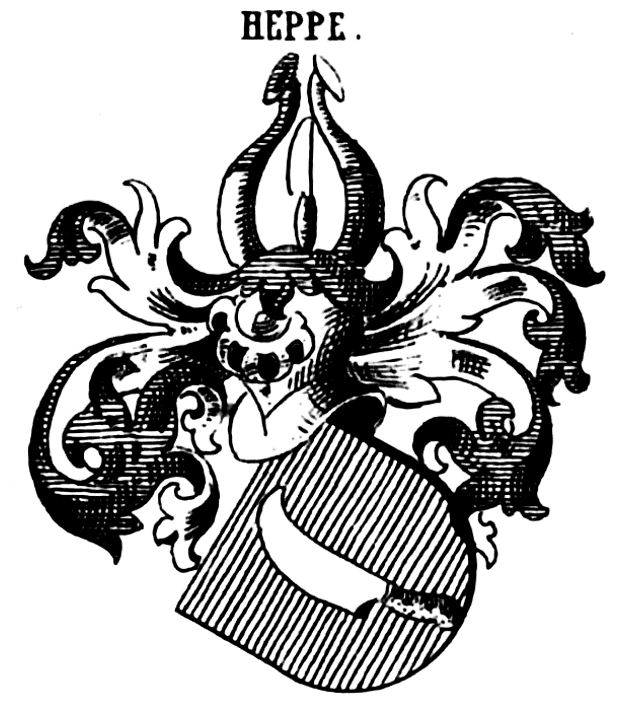
Stammwappen derer von Heppe

Heppe ist der Name eines hessischen Adelsgeschlechts, dessen Stammreihe mit Hans Heppe um das Jahr 1500 beginnt.

## Adelserhebungen
- Erhebung in den Reichsadelsstand am 29. Dezember 1718 in Wien für Carl Heppe, herzoglich sachsen-gothaischer Amtmann zu Volkenroda.
- Reichsadelsstand am 8. Juli 1787 in Wien für Carl Wilhelm Heppe, landgräflich hessen-kasseler Geheimer Kriegs- und Domänenrat.

## Wappen
- Blasonierung des redenden Stammwappens: In Blau eine senkrechtgestellte, silberne Heppe (Rebmesser) mit goldenem Griff. Auf dem Helm zwischen einem blau-silbern übereck geteilten, offenen Flug die Heppe. Die Helmdecken sind blau-silbern.[2][3] Obwohl die Blasonierungen bei Siebmacher einen offenen Flug erwähnen, zeigen die entsprechenden Wappendarstellungen zwei Büffelhörner.

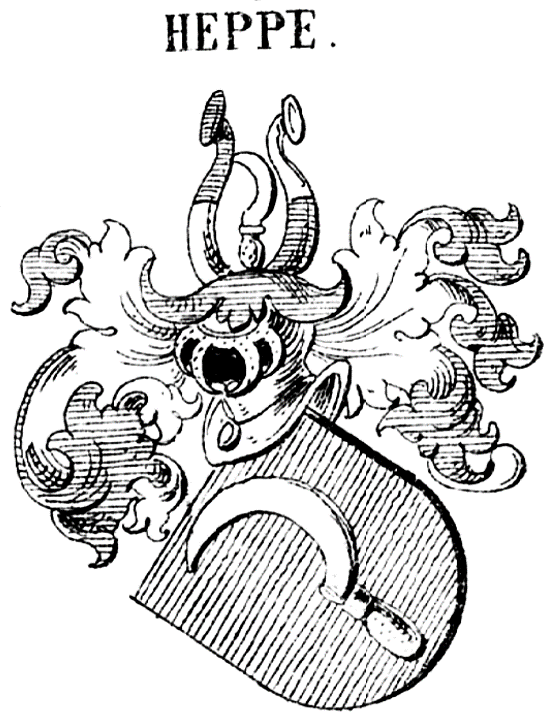
Wappen derer von Heppe bei Siebmacher (1906)

- Wappen der Reichsadelsstanderhebung 1718: Geteilt und oben gespalten, 1 in Gold ein aus der Spaltlinie hervorbrechender schwarzer Adler, 2 in Schwarz ein goldener Löwe, 3 in Blau auf grünem Hügel eine goldengestielte silberne Heppe. Helmzier: Zwischen offenem schwarzen Flug ein wachsender Mann im blauen Rock mit goldenem Gürtel, auf dem Haupt eine goldengestülpte blaue Haube, in der Rechten die Heppe aus dem Schild haltend. Decken: rechts schwarz-golden, links blau-silbern.[5]
- Wappen der Reichsadelsstandbestätigung 1787: Geteilt, oben gespalten, rechts in Gold ein halber schwarzer Adler am Spalt, links in Schwarz ein rot bezeichneter goldener Löwe, unten in Blau auf grünem Hügel eine aufgerichtete silberne Sichel (Heppe) mit goldenem Stiel, beseitet von zwei goldenen Sternen. Auf dem Helm mit rechts schwarz-goldenen, links blau-silbernen Decken zwei wachsende geharnischte Arme mit je einwärts gekehrter Sichel in den Händen, dazwischen ein goldener Stern, zwischen offenem schwarzen Flug.

## Namensträger
- Theodor von Heppe (1801–1865), Regierungspräsident Fulda
- Adolf von Heppe (1836–1899), preußischer Regierungspräsident von Trier
- Theodor von Heppe (1870–1954), preußischer Regierungspräsident von Aurich, Vizepräsident der preußischen Oberrechnungskammer
- Hans von Heppe (1907–1982),  deutscher Beamter und Jurist